# Czmoniec
Czmoniec – wieś w Polsce położona w województwie wielkopolskim, w powiecie poznańskim, w gminie Kórnik.
W latach 1975–1998 miejscowość administracyjnie należała do województwa poznańskiego.
Na Szlaku Bobrowym przebiegającym przez okoliczne starorzecze Warty znajduje się wieża widokowa. Inicjatorem jej budowy był sołtys Czmońca − Zbigniew Tomaszewski. Obiekt o wysokości 14 metrów otwarto w roku 2010. Platforma widokowa mieści jednorazowo do 20 osób.

## Linki zewnętrzne

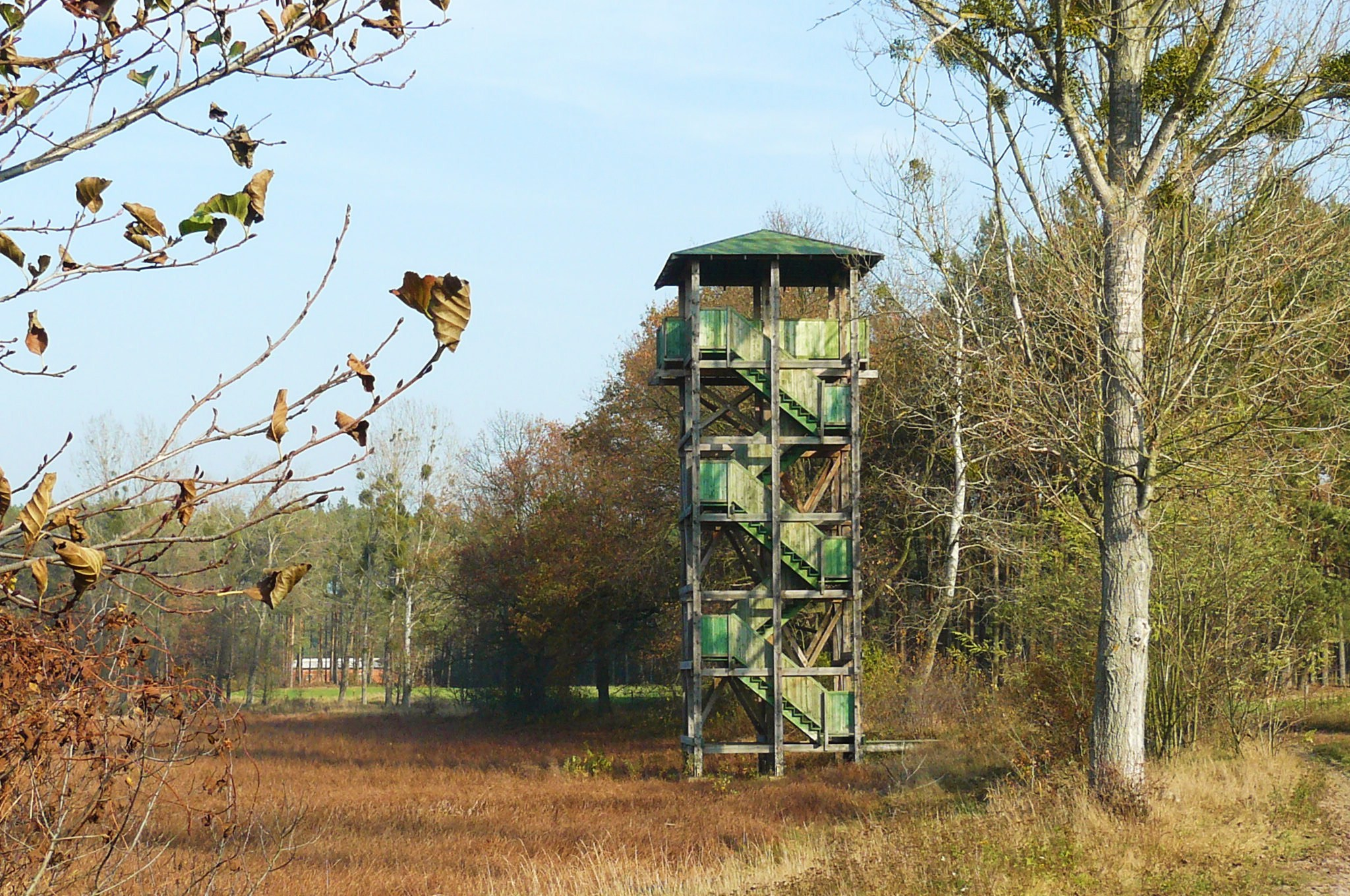
Wieża widokowa nad starorzeczem Warty